# Damien Abad
Damien Abad (* 5. dubna 1980 Nîmes) je bývalý poslanec Evropského parlamentu reprezentující jihovýchodní Francii. Ve svých 29 letech se stal nejmladším europoslancem za Francii.
Před svým zvolením pracoval pro skupinu Nouveau Centre ve francouzském Národním shromáždění na finančních a rozpočtových tématech.
V roce 2007 kandidoval v pátém okresu Yvelines, kde získal 3,17% hlasů a v roce 2008 byl zvolen do městské rady Vauvertu.
Trpí Artrogrypózou.